# Brug 2110
Brug 2110 is een bouwkundig kunstwerk in Amsterdam-Noord.
De verkeersbrug werd gebouwd in de tijd dat er behoefte kwam aan een verbinding tussen twee delen binnen Amsterdam-Noord. Een deel dat toebehoorde aan Sportpark Elzenhagen werd geschikt gemaakt voor woningbouw en voor de afwatering was een watergang nodig; de Elzenhagensingel. Van oost naar west liep echter de IJdoornlaan, die daardoor onderbroken dreigde te worden. Dat was niet wenselijk want aan de oostzijde werd druk gebouwd aan de metrolijn 52 (noordzuidlijn). Architectenbureau Quist Wintermans Architekten werd ingeschakeld voor een betonnen brug. De brug is een combinatie van een platte en welfbrug. De overspanning ligt plat tussen twee verheven taluds annex landhoofden. Omdat niet alleen de singel maar ook twee voet- en fietspaden overspannen moesten worden pasten de architecten over de singel een welfconstructie toe, zodat varenden het idee hebben onder een overdekte boogbrug te varen. Het bureau omschreef zelf dat de schuine brugpijlers uitgevoerd zijn in brugconstructie, waarbij de (binnen)wanden uitgevoerd zijn in geel gesteende dat in de avond nacht nog eens verlicht wordt. Schuin geplaatste brugpijlers zijn overigens vaker te vinden in bruggen ontworpen door QWA. Tegenover die krommingen staan de rechtopstaande baksteen wanden die aansluiten op de landhoofden. Het geheel ademt een sfeer van symmetrie. De brug werd overigens in het zand gebouwd. Om nog voldoende daglicht onder de brug te krijgen werden de twee rijdekken gescheiden van elkaar aangelegd.

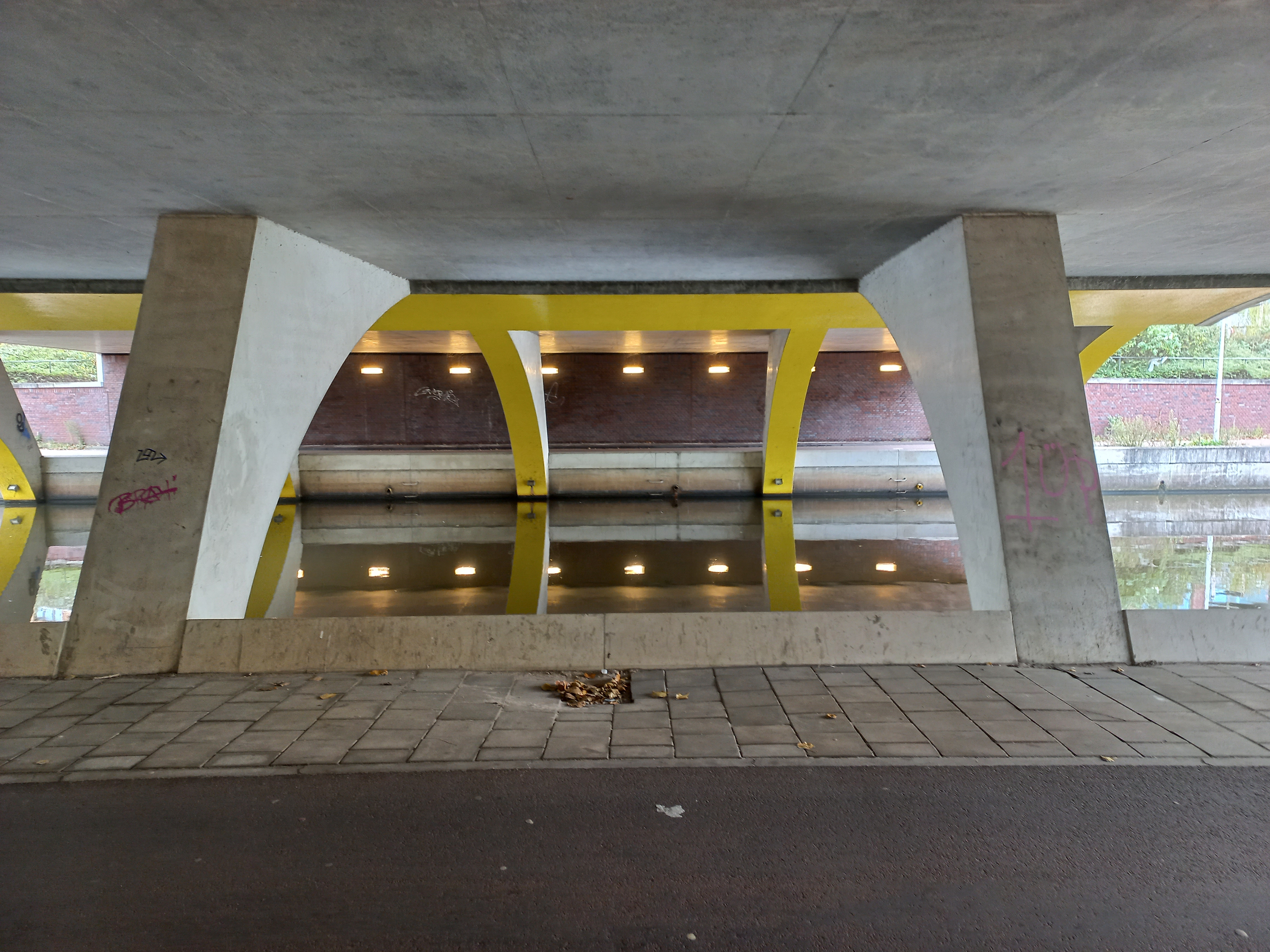
Brugpijlers (oktober 2022)

2100 · 2102 · 2103 · 2105 · 2106 · 2107 · 2108 · 2109 · 2110 · 2111 · 2112 · 2113 · 2114 · 2115 · 2120 · 2121 · 2125 · 2127 · 2128 · 2129 · 2130 · 2131 · 2132 · 2133 · 2134 · 2135 · 2136 · 2137 · 2138 · 2139 · 2140 · 2141 · 2142 · 2143 · 2144 · 2145 · 2146 · 2147 · 2148 · 2149 · 2150 · 2151 · 2152 · 2153 · 2154 · 2155 · 2156 · 2157 · 2158 · 2159 · 2160 · 2161 · 2162 · 2163 · 2164 · 2165 · 2166 · 2167 · 2168 · 2169 · 2170 · 2171 · 2172 · 2173 · 2174 · 2175 · 2176 · 2178 · 2179 · 2180 · 2181 · 2182 · 2183 · 2184 · 2185 · 2186 · 2188 · 2189 · 2190 · 2191 · 2192 · 2193 · 2194 · 2195 · 2196 · 2197 · 2198 · 2199
Overige brugnummers zijn niet (meer) vergeven, behalve brug 2177, een verdwenen brug in Park Frankendael.